# Australia na Zimowych Igrzyskach Olimpijskich 1998
Australię na Zimowych Igrzyskach Olimpijskich 1998 reprezentowało 23 sportowców (15 mężczyzn i 8 kobiet). Chorążym ekipy był Richard Nizielski.

## Medale
| Medal | Zawodnik      | Dyscyplina sportowa   | Konkurencja   |
| ----- | ------------- | --------------------- | ------------- |
| Brąz  | Zali Steggall | Narciarstwo alpejskie | slalom kobiet |

## Skład kadry

### Biathlon
Kobiety
| Zawodnik               | Konkurencja    | czas biegu | Kary | Łączny czas | Pozycja |
| ---------------------- | -------------- | ---------- | ---- | ----------- | ------- |
| Kerryn Pethybridge-Rim | Bieg na 7,5 km | 25:49,1    | 2    | 25:49,1     | 47.     |
| Kerryn Pethybridge-Rim | Bieg na 15 km  | 57:38,1    | 4:00 | 1:01:38,1   | 43.     |

### Biegi narciarskie
Mężczyźni
| Zawodnik      | Konkurencja   | czas               | Pozycja            |
| ------------- | ------------- | ------------------ | ------------------ |
| Paul Gray     | Bieg na 10 km | 34:45,1            | 88.                |
| Anthony Evans | Bieg na 10 km | 31:12,7            | 66.                |
| Anthony Evans | Bieg na 30 km | 1:45:26,3          | 51.                |
| Anthony Evans | Bieg na 50 km | 2:21:44,4          | 48.                |
| Paul Gray     | Bieg na 50 km | 2:29:08,2          | 59.                |
| Paul Gray     | Bieg łączony  | Nie ukończył biegu | Nie ukończył biegu |
| Anthony Evans | Bieg łączony  | 47:43,4            | 55.                |

### Bobsleje
Mężczyźni
| Osada | Zawodnik                                            | Konkurencja | Ślizg 1 | Ślizg 2 | Ślizg 3 | Ślizg 4 | Łącznie | Pozycja |
| ----- | --------------------------------------------------- | ----------- | ------- | ------- | ------- | ------- | ------- | ------- |
| AUS-I | Jason Giobbi Adam Barclay                           | Dwójki      | 55,56   | 55,47   | 55,26   | 55,31   | 3:41,60 | 22.     |
| AUS-I | Jason Giobbi Scott Walker Ted Polglaze Adam Barclay | Czwórki     | 54,72   | 54,93   | 55,23   |         | 2:44,88 | 23.     |

### Łyżwiarstwo figurowe
| Zawodnik                           | Konkurencja   | Nota | Pozycja |
| ---------------------------------- | ------------- | ---- | ------- |
| Joanne Carter                      | Solistki      | 17,5 | 12.     |
| Anthony Liu                        | Soliści       | 12,5 | 25.     |
| Danielle Carr-McGrath Stephen Carr | Pary sportowe | 20,5 | 13.     |

### Narciarstwo alpejskie
Kobiety
| Zawodniczka   | Konkurencja       | Konkurencja       | Konkurencja      | Konkurencja      |
| Zawodniczka   | Slalom specjalny  | Slalom specjalny  | Slalom specjalny | Slalom specjalny |
| Zawodniczka   | Czas 1. przejazdu | Czas 2. przejazdu | Czas łączny      | Pozycja          |
| ------------- | ----------------- | ----------------- | ---------------- | ---------------- |
| Zali Steggall | 45,96             | 46,71             | 1:32,67          | brąz             |

### Narciarstwo dowolne
Mężczyźni
| Jonathan Sweet | Skoki akrobatyczne | Nie ukończył konkurencji | Nie ukończył konkurencji | Nie ukończył konkurencji | Nie ukończył konkurencji | Nie ukończył konkurencji | Nie ukończył konkurencji | Nie ukończył konkurencji | Nie ukończył konkurencji |

| Adrian Costa | Jazda po muldach | 23,45 | 21. | Nie awansował \| | Nie awansował \| |

Kobiety
| Kirstie Marshall | Skoki akrobatyczne | 66,46 | 82,53 | 148,99 | 14. | Nie awansowała | Nie awansowała | Nie awansowała | Nie awansowała |
| Jacqui Cooper    | Skoki akrobatyczne | 69,65 | 31,54 | 101,19 | 23. | Nie awansowała | Nie awansowała | Nie awansowała | Nie awansowała |

| Maria Despas | Jazda po muldach | 18,94 | 23. | Nie awansowała | Nie awansowała |

### Short track
Mężczyźni
| Zawodnik                                                         | Konkurencja          | Kwalifikacje | Kwalifikacje | Ćwierćfinał   | Ćwierćfinał   | Półfinał      | Półfinał      | Finał         | Finał   |
| Zawodnik                                                         | Konkurencja          | Czas         | Miejsce      | Czas          | Miejsce       | Czas          | Miejsce       | Czas          | Miejsce |
| ---------------------------------------------------------------- | -------------------- | ------------ | ------------ | ------------- | ------------- | ------------- | ------------- | ------------- | ------- |
| Steven Bradbury                                                  | Bieg na 500 metrów   | 43,766       | 3.           | Nie awansował | Nie awansował | Nie awansował | Nie awansował | Nie awansował | 19.     |
| Steven Bradbury                                                  | Bieg na 1000 metrów  | 1:33,108     | 2.           | Nie awansował | Nie awansował | Nie awansował | Nie awansował | Nie awansował | 21.     |
| Steven Bradbury Richard Goerlitz Kieran Hansen Richard Nizielski | Sztafeta 5000 metrów |              |              |               |               | 7:11,691      | 3.            | 7:15,907      | 8.      |

Kobiety
| Zawodniczka | Konkurencja         | Kwalifikacje | Kwalifikacje | Ćwierćfinał    | Ćwierćfinał    | Półfinał       | Półfinał       | Finał          | Finał   |
| Zawodniczka | Konkurencja         | Czas         | Miejsce      | Czas           | Miejsce        | Czas           | Miejsce        | Czas           | Miejsce |
| ----------- | ------------------- | ------------ | ------------ | -------------- | -------------- | -------------- | -------------- | -------------- | ------- |
| Janet Daly  | Bieg na 500 metrów  | 49,158       | 4.           | Nie awansowała | Nie awansowała | Nie awansowała | Nie awansowała | Nie awansowała | 27.     |
| Janet Daly  | Bieg na 1000 metrów | 1:59,990     | 4.           | Nie awansowała | Nie awansowała | Nie awansowała | Nie awansowała | Nie awansowała | 29.     |

### Snowboarding
Mężczyźni
| Zawodnik | Konkurencja       | Konkurencja       | Konkurencja     | Konkurencja     |                 |
| Zawodnik | Slalom gigant     | Slalom gigant     | Slalom gigant   | Slalom gigant   |                 |
| Zawodnik | Czas 1. przejazdu | Czas 2. przejazdu | Czas łączny     | Pozycja         |                 |
| -------- | ----------------- | ----------------- | --------------- | --------------- | --------------- |
| Zawodnik | Zeke Steggall     | 1:08,10           | Dyskwalifikacja | Dyskwalifikacja | Dyskwalifikacja |